# Falls Creek, Victoria
Falls Creek är en vintersportort i delstaten  Victoria i Australien. Den grundades vid slutet av 1940-talet, och postkontoret invigdes den 9 juni 1958. Här hålls årligen längdskidåkningstävlingen Kangaroo Hoppet i augusti.

### Fotnoter
1. ↑  ”Post Office List”. https://www.premierpostal.com/cgi-bin/wsProd.sh/viewpodet.w?cdpo=2072=. Läst 11 april 2008.